# Isabelle Tasiaux-De Neys
Isabelle Tasiaux-De Neys (Halle, 1 januari 1965) was een Belgisch volksvertegenwoordiger.

## Levensloop
Tasiaux-De Neys werd beroepshalve lerares. Ook was ze van 2002 tot 2003 verantwoordelijke publieke relaties bij de Belgische Unie van Installateurs van Centrale Verwarmingen, van 2003 tot 2005 pedagogisch coördinatrice in een werkopleidingscentrum in Monceau-sur-Sambre, van 2007 tot 2008 medewerkster van het cdH verantwoordelijke voor kleine en middelgrote bedrijven en werd ze in 2009 directrice van de vzw A l'ère libre en coördinatrice van de vzw La Maison du Libre.
In 2006 werd Tasiaux-De Neys ondervoorzitter van de cdH-afdeling van het arrondissement Namen. Van 2009 tot 2010 zetelde ze eveneens in de Kamer van volksvertegenwoordigers voor de kieskring Namen, ter opvolging van Maxime Prévot.